# Koskenkorva
För andra betydelser, se Koskenkorva (olika betydelser).

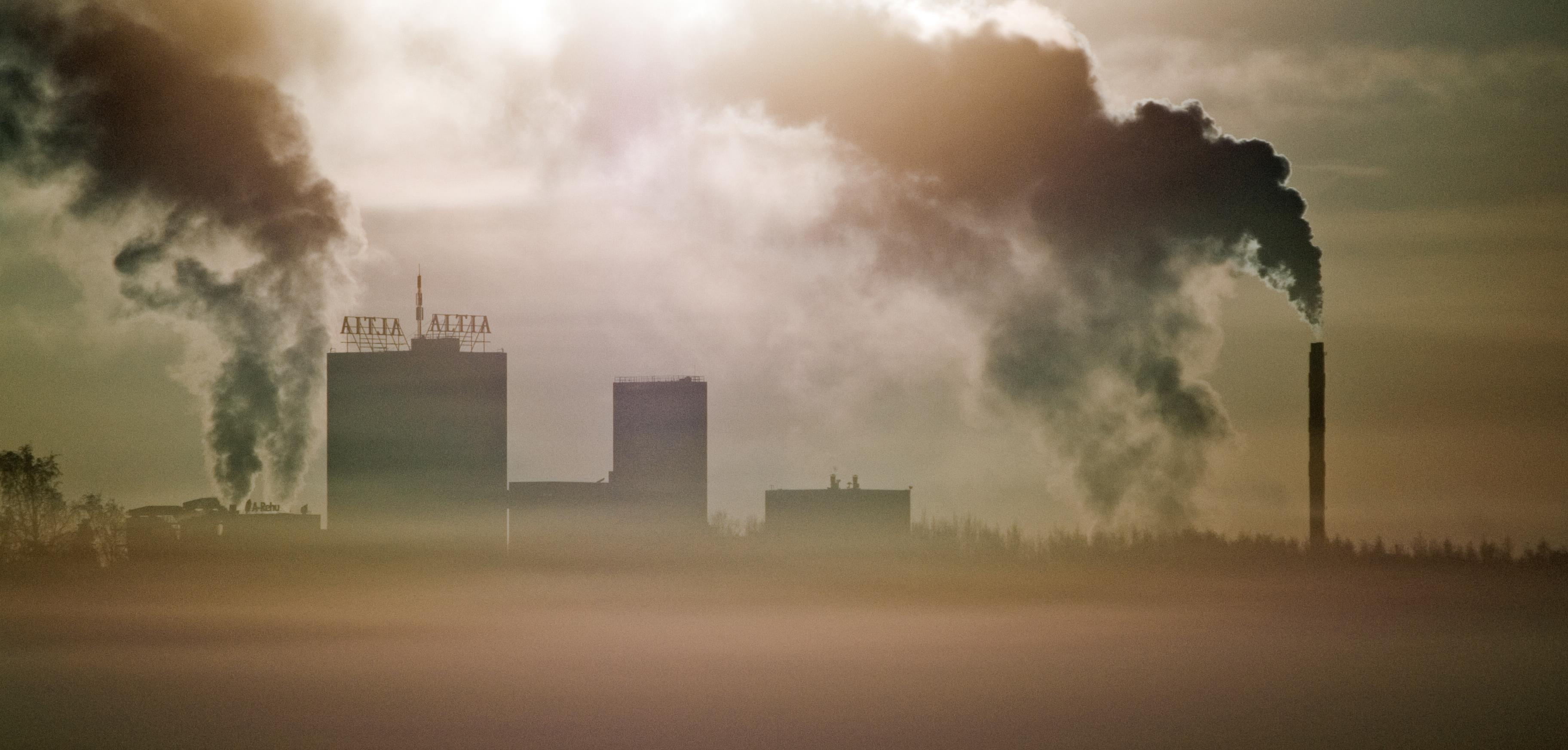
Det dåvarande finländskt statsägda alkoholmonopolet Altias Koskenkorvadestilleri på orten Koskenkorva.

Koskenkorva är en ort i Ilmola kommun i landskapet Södra Österbotten som är mest känd för brännvin och vodka som är uppkallat efter orten.